# Cot Teupin Panah
Cot Teupin Panah är en kulle i Indonesien.   Den ligger i provinsen Aceh, i den västra delen av landet, 1 900 km nordväst om huvudstaden Jakarta. Toppen på Cot Teupin Panah är 141 meter över havet. Cot Teupin Panah ligger på ön Pulau We.
Terrängen runt Cot Teupin Panah är kuperad söderut, men norrut är den platt. Havet är nära Cot Teupin Panah åt nordväst. Närmaste större samhälle är Sabang, 3,5 km norr om Cot Teupin Panah. I omgivningarna runt Cot Teupin Panah växer i huvudsak städsegrön lövskog.